# Deutsche Alpine Skimeisterschaften 2003
Die Deutschen Alpinen Skimeisterschaften 2003 fanden vom 20. bis 30. März 2003 in Todtnau und im österreichischen Innerkrems statt. Die Abfahrt und Super G wurden in Innerkrems ausgetragen, Riesenslalom und Slalom in Todtnau.

## Herren

### Abfahrt
| Platz | Name                   | Zeit        |
| ----- | ---------------------- | ----------- |
| 01    | Stefan Stankalla       | 1:13,68 min |
| 01    | Primož Skerbinek (SLO) | 1:13,68 min |
| 03    | Peter Pen (SLO)        | 1:13,84 min |
| 04    | Gregor Šparovec (SLO)  | 1:13,92 min |
| 05    | Florian Schneider      | 1:14,25 min |
| 06    | Peter Strodl           | 1:14,41 min |
| 07    | Jernej Koblar (SLO)    | 1:14,62 min |
| 08    | Tobias Stechert        | 1:14,82 min |
| 09    | Johannes Stehle        | 1:14,87 min |
| 09    | Rok Perko (SLO)        | 1:14,87 min |

Datum: 27. März 2003

Ort: Innerkrems

### Super-G
| Platz | Name                    | Zeit        |
| ----- | ----------------------- | ----------- |
| 01    | Jernej Koblar (SLO)     | 1:23,76 min |
| 02    | Petr Záhrobský (CZE)    | 1:24,25 min |
| 03    | Andrej Jerman (SLO)     | 1:24,27 min |
| 04    | Claus Marschnig (AUT)   | 1:24,34 min |
| 05    | Stefan Stankalla        | 1:24,40 min |
| 06    | Kurt Sulzenbacher (ITA) | 1:24,55 min |
| 07    | Peter Pen (SLO)         | 1:24,81 min |
| 08    | Wolfgang Rieder         | 1:25,09 min |
| 09    | Gregor Sparovec (SLO)   | 1:25,21 min |
| 010   | Stephan Keppler         | 1:26,66 min |

Datum: 29. März 2003

Ort: Innerkrems

### Riesenslalom
| Platz | Name                 | Zeit        |
| ----- | -------------------- | ----------- |
| 01    | Markus Eberle        | 1:37,26 min |
| 02    | Martin Lampert (LIE) | 1:38,35 min |
| 03    | Johannes Stehle      | 1:38,47 min |
| 04    | Andreas Ertl         | 1:38,51 min |
| 05    | Marco Pastore        | 1:38,82 min |
| 06    | Roman Ränke          | 1:38,94 min |
| 07    | Räto Casanova (SUI)  | 1:38,95 min |
| 08    | Jörg Spörri (SUI)    | 1:39,92 min |
| 09    | Felix Neureuther     | 1:40,00 min |
| 010   | Steffen Rüttiger     | 1:40,65 min |

Datum: 21. März 2003

Ort: Todtnau

### Slalom
| Platz | Name                  | Zeit        |
| ----- | --------------------- | ----------- |
| 01    | Felix Neureuther      | 1:34,25 min |
| 02    | Alois Vogl            | 1:34,80 min |
| 03    | Markus Eberle         | 1:35,01 min |
| 04    | Stefan Kogler         | 1:35,97 min |
| 05    | Christian Wanninger   | 1:36,25 min |
| 06    | Raphael Himmelsbach   | 1:38,21 min |
| 07    | Jan-Florian Ulmer     | 1:38,25 min |
| 08    | Martin Lampert (LIE)  | 1:39,18 min |
| 09    | Bernard Rohr (SUI)    | 1:39,22 min |
| 010   | Christian Jenny (SUI) | 1:39,62 min |

Datum: 22. März 2003

Ort: Todtnau

### Super-Kombination
nicht ausgetragen

## Damen

### Abfahrt
| Platz | Name             | Zeit        |
| ----- | ---------------- | ----------- |
| 01    | Stefanie Stemmer | 1:17,03 min |
| 02    | Isabelle Huber   | 1:17,67 min |
| 03    | Ellen Hild       | 1:17,81 min |
| 04    | Petra Haltmayr   | 1:17,97 min |
| 05    | Gina Stechert    | 1:18,88 min |
| 06    | Susanne Beer     | 1:18,95 min |
| 07    | Melanie Stich    | 1:19,25 min |
| 08    | Monika Springl   | 1:19,50 min |
| 09    | Fanny Chmelar    | 1:19,59 min |
| 010   | Franziska Beil   | 1:19,80 min |

Datum: 27. März 2003

Ort: Innerkrems

### Super-G
| Platz | Name                      | Zeit        |
| ----- | ------------------------- | ----------- |
| 01    | Martina Ertl              | 1:12,39 min |
| 02    | Petra Haltmayr            | 1:12,48 min |
| 03    | Katharina Dorner (AUT)    | 1:12,76 min |
| 03    | Maria Riesch              | 1:12,76 min |
| 05    | Sarka Zahrobska (CZE)     | 1:12,94 min |
| 06    | Kathrin Wilhelm (AUT)     | 1:13,06 min |
| 07    | Ellen Hild                | 1:13,10 min |
| 08    | Kerstin Reisenhofer (AUT) | 1:13,18 min |
| 09    | Karin Blaser (AUT)        | 1:13,50 min |
| 010   | Fanny Chmelar             | 1:13,54 min |

Datum: 29. März 2003

Ort: Innerkrems

### Riesenslalom
| Platz | Name                    | Zeit        |
| ----- | ----------------------- | ----------- |
| 01    | Martina Ertl            | 1:43,11 min |
| 02    | Annemarie Gerg          | 1:44,65 min |
| 03    | Maria Grabner (AUT)     | 1:46,50 min |
| 04    | Susanne Beer            | 1:46,60 min |
| 05    | Gina Stechert           | 1:46,95 min |
| 06    | Valentina Flütsch (SUI) | 1:47,10 min |
| 07    | Sibylle Brauner         | 1:47,93 min |
| 08    | Jenny Tank              | 1:47,99 min |
| 09    | Veronika Staber         | 1:48,62 min |
| 010   | Franziska Beil          | 1:48,69 min |

Datum: 23. März 2003

Ort: Todtnau

### Slalom
| Platz | Name                    | Zeit        |
| ----- | ----------------------- | ----------- |
| 01    | Annemarie Gerg          | 1:39,44 min |
| 02    | Maria Riesch            | 1:42,15 min |
| 03    | Valentina Flütsch (SUI) | 1:43,56 min |
| 04    | Jenny Tank              | 1:44,08 min |
| 05    | Maria Grabner (AUT)     | 1:44,14 min |
| 06    | Gina Stechert           | 1:44,54 min |
| 07    | Christina Fehrenbach    | 1:44,83 min |
| 08    | Katrin Wölfl            | 1:46,05 min |
| 09    | Michaela Kell           | 1:46,95 min |
| 010   | Franziska Beil          | 1:47,85 min |

Datum: 22. März 2003

Ort: Todtnau

### Super-Kombination
nicht ausgetragen

## Anmerkung
1. 1 2 3 4 5 6 7 8 9 10 11 12 13 14  Ausländische Teilnehmer erhielten keine Medaillen.